# Raj (album 2008)
Raj – album koncertowy Jacka Bończyka, Mirosława Czyżykiewicza i Hadriana Filipa Tabęckiego. Album jest zapisem koncertu, który odbył się 1 marca 2008 w Teatrze Bajka i stanowi nową interpretację programu stworzonego w 1980 roku przez Jacka Kaczmarskiego, Przemysława Gintrowskiego i Zbigniewa Łapińskiego, wydanego jako album Raj.
W skład programu oprócz utworów skomponowanych do wierszy Kaczmarskiego wchodzą również trzy kompozycje do wierszy Zbigniewa Herberta. Patronat nad płytą objęły Fundacja im. Jacka Kaczmarskiego oraz Stowarzyszenie „Muzyka bez granic”. Premiera programu miała miejsce 10 września 2005 podczas VI Ogólnopolskiego Przeglądu Twórczości Zbigniewa Herberta „Herbertiada” w Kołobrzegu.

## Lista utworów
1. „Stworzenie Świata” sł. Jacek Kaczmarski – 4:38
2. „Sprawozdanie z Raju” sł. Zbigniew Herbert – 4:28
3. „Bal u Pana Boga” sł. Jacek Kaczmarski – 3:20
4. „Przesłuchanie anioła” sł. Zbigniew Herbert – 4:00
5. „Strącanie aniołów” sł. Jacek Kaczmarski – 3:21
6. „Władca ciemności” sł. Jacek Kaczmarski – 2:32
7. „Wygnanie z Raju” sł. Jacek Kaczmarski – 4:28
8. „Pusty Raj” sł. Jacek Kaczmarski – 3:16
9. „Wieża Babel” sł. Jacek Kaczmarski – 3:39
10. „Hymn” sł. Jacek Kaczmarski – 3:32
11. „Walka Jakuba z aniołem” sł. Jacek Kaczmarski – 3:41
12. „Hiob” sł. Jacek Kaczmarski – 5:29
13. „Rzeź niewiniątek” sł. Jacek Kaczmarski – 2:51
14. „Chrystus i kupcy” sł. Jacek Kaczmarski – 3:05
15. „Dzień gniewu” sł. Jacek Kaczmarski – 3:53
16. „U wrót doliny” sł. Zbigniew Herbert – 6:14
17. „Powrót” sł. Jacek Kaczmarski – 6:37

## Wykonawcy
- Jacek Bończyk – śpiew, gitara
- Mirosław Czyżykiewicz – śpiew, gitara
- Hadrian Filip Tabęcki – fortepian